# Nowa Ukta
Nowa Ukta (deutsch Neu Ukta) ist ein Dorf in der polnischen Woiwodschaft Ermland-Masuren. Es gehört zur Gmina Ruciane-Nida (Stadt- und Landgemeinde Rudczanny/Niedersee-Nieden) im Powiat Piski (Kreis Johannisburg).

## Geographische Lage

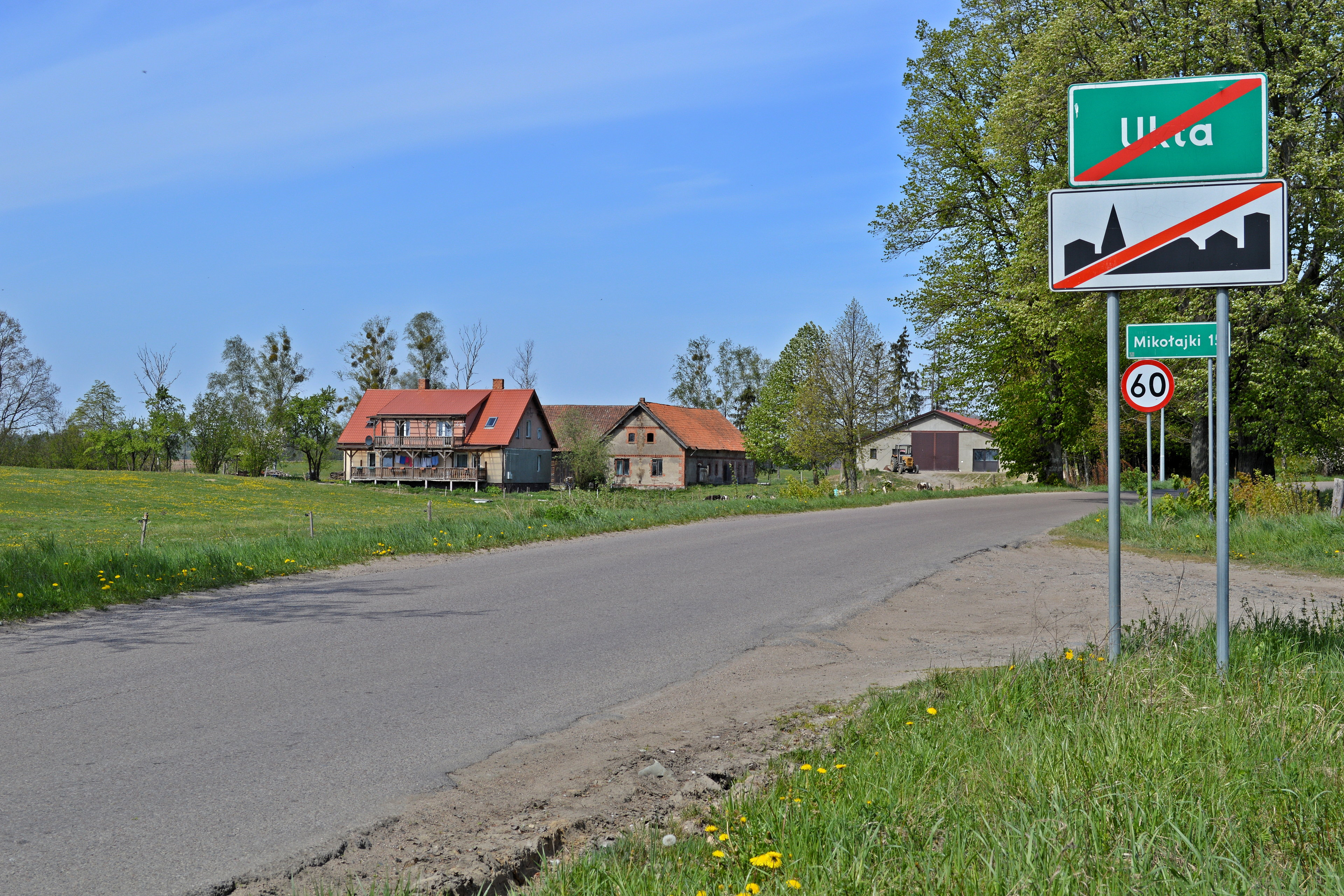
Nowa Ukta gleich nördlich von Ukta.

Nowa Ukta liegt eineinhalb Kilometer nördlich von (Alt) Ukta (polnisch Ukta) im Südosten der Woiwodschaft Ermland-Masuren, 22 Kilometer südöstlich der früheren Kreisstadt Sensburg (polnisch Mrągowo) und 22 Kilometer nordwestlich der heutigen Kreismetropole Pisz (deutsch Johannisburg).

## Geschichte
Neu Ukta im Norden von Alt Ukta wurde 1825 gegründet. 1839 wurde es als ein Erbzinsdorf und Unterförster-Etablissement mit 19 Feuerstellen und 132 Einwohnern erwähnt. Als Wohnplatz der Gemeinde Ukta zählte der Ort 1867 = 314, 1885 = 149, 1898 = 184 und 1905 = 193 Einwohner. Er gehörte bis 1945 zum Kreis Sensburg im Regierungsbezirk Gumbinnen (ab 1905: Regierungsbezirk Allenstein) in der preußischen Provinz Ostpreußen.
In Kriegsfolge kam Neu Ukta 1945 mit dem gesamten südlichen Ostpreußen zu Polen und erhielt die polnische Namensform „Nowa Ukta“.
Heute ist es Sitz eines Schulzenamtes (polnisch Sołectwo) und als solches eine Ortschaft im Verbund der Stadt- und Landgemeinde Ruciane-Nida (Rudczanny/Niedersee-Nieden) im Powiat Piski (Kreis Johannisburg), bis 1998 der Woiwodschaft Suwałki, seither der Woiwodschaft Ermland-Masuren zugehörig. Im Jahre 2011 zählte Nowa Ukta 153 Einwohner.

## Religionen
Bis 1945 war Neu Ukta in die evangelische Kirche Alt Ukta in der Kirchenprovinz Ostpreußen der Kirche der Altpreußischen Union sowie in die römisch-katholische Kirche Sensburg im Bistum Ermland eingepfarrt.
Heute gehören beide Konfessionen zu Ukta: zur katholischen Kreuzerhöhungskirche im Bistum Ełk der Römisch-katholischen Kirche in Polen bzw. zur evangelischen Petrikirche, wobei diese von der Pfarrei in Mikołajki (Nikolaiken) in der Diözese Masuren der Evangelisch-Augsburgischen Kirche in Polen aus betreut wird.

## Verkehr
Nowa Ukta liegt an der Woiwodschaftsstraße 609, die die beiden Gemeinden Ruciane-Nida und Mikołajki miteinander verbindet. Ein Bahnanschluss besteht nicht mehr, seit die Bahnstrecke Sensburg–Rudczanny, ein Teilstück der Verbindung von Königsberg (Preußen) bis nach Johannisburg, mit der Bahnstation Ukta 1945 in Kriegsfolge aufgegeben und demontiert wurde.